# Eos reticulata
Il lori strieblu (Eos reticulata Müller, 1841) è un uccello della famiglia degli Psittaculidi.

## Descrizione
Di taglia attorno ai 31 cm, ha una colorazione generale rossa con una banda blu-viola che scende dall'occhio al collo; ha striature blu quasi con effetti metallici sulla parte posteriore del collo e sul dorso; ali rosse con remiganti nere, coda quasi completamente nera.

## Distribuzione e habitat
Predilige le foreste costiere di palme e mangrovie ed è localizzato in Indonesia, nell'arcipelago Tanimbar. È stato introdotto sulle isole Kai e su Damar. Anche se non è in pericolo di estinzione, è in costante calo numerico a causa della deforestazione e anche in cattività le coppie riproduttive non sono numerose.